# صفى (القفر)
صفى هي إحدى قرى عزلة بني سيف العالي بمديرية القفر التابعة لمحافظة إب، بلغ تعداد سكانها 233 نسمة حسب تعداد اليمن لعام 2004.